# Bach: The Goldberg Variations (Glenn Gould-album)
A Bach: The Goldberg Variations Glenn Gould 1956-ben megjelent bemutatkozó albuma. Johann Sebastian Bach Goldberg-variációk (BWV 988) című művének interpretációja igazi áttörést jelentett az ifjú zongorista számára, aki hamar nemzetközi hírnévre tett szert. Az lemez egyike lett a világ legismertebb zongorafelvételeinek. (Az eladási adatok elképesztőek voltak: az 1960-as években 40 000, 1982-ben Gould halálának évében több mint 100 000 példány kelt el a felvételből.)
Gould 1981-ben, nem sokkal halála előtt elkészítette a Goldberg Variációk egy újabb változatát, melyen az 1955-ös felvételnél jóval lassabb tempóban keltette életre Bach művét.

## A felvétel
A Goldberg-variációk azon kevés Bach-művek közé tartozik, amelyeknél Bach megnevezte a csembalót, mint az előadás hangszerét. Az 1950-es évekig csak néhány zongorafelvétel készült, azok is főleg kis kiadók gondozásában. Gould hangszerválasztása Bach művéhez szokatlan, sőt újszerű volt. Komoly játéktechnikai kihívás volt zongorán játszani a darabot. Először egy 1954-es koncerten adta elő a Goldberg-variációkat, mely az elkövetkező években koncert repertoárjának központi elem volt.
A felvételek a Columbia Records 30-dik utcai stúdiójában készültek New York-ban, Manhattanben 1955 június 10 és 16 között, néhány héttel azután, hogy Gould aláírta szerződését a kiadóval. Az albumot a kiadó klasszikus zenei részlege, a Columbia Masterworks Records adta ki 1956 januárjában. Gould felvétele, mely meghozta számára a nemzetközi ismertséget, egyike a Columbia legtöbb példányszámban eladott lemezeinek.
Gould a szerződésében külön kérte annak kikötését, hogy a művészi szabadságot garantálja számára a kiadó. A Columbia Records az ifjú zongorista tehetsége látva tiszteletben tartotta Gould különcségeit: saját zongoraszéket hozatott, téli ruhákat viselt, egy alkalommal játék előtt a kezeit és a karját forró vízben áztatta több mint húsz percig. A megfelelő zongora kiválasztása sem volt könnyű: kevés zongora volt, amely megfelelt Gould igényeinek. A Goldberg Variations-t egy  CD 19-es Steinway zongorán rögzítették, melyet a koncertjeire is elszállíttatott. 
A mű viszonylag hosszú: 40-től 80 percig terjedhet, ami a tempótól és attól függ, hogy a játékos mennyit ismétel. Gould gyors zongorajátéka és az ismétlések kihagyása egy kifejezetten rövid felvételt eredményezett: az előadás 38 perc 24 másodperc hosszú volt. Szemben az 1981-es felvétel 51 perc 18 másodperces játékidejével.
Gould folyamatosan törekedett arra, hogy játékát, előadásmódját tökéletesítse. Nem kevesebb mint 21 bevezető Aria változatot vettek fel, mire elégedett volt az eredménnyel.

## 1981-es felvétel
Halála előtt nem sokkal Gould még egyszer eljátszotta a Goldberg-variációkat. Ez a változat egy hosszabb, bensőségesebb mű lett. Gould játéktempójával egyesíteni próbálta a különböző variációkat, több ismétlést játszott és arra törekedett, hogy a kidomborítsa az egyes részek közötti zenei kapcsolatokat. A felvételek 1981 tavaszán ismét a 30-dik utcai stúdióban készültek. Ez a lemez volt az utolsó, amit ebben a stúdióban rögzítettek.

## Díjak
Grammy-díj (1983)
- díj: Best Instrumental Soloist Performance (without orchestra)
- díj: Best Classical Album

Juno Award (1983)
- díj: az év komolyzenei albuma

## Kiadások
- 1956: Glenn Gould – Bach: The Goldberg Variations, Columbia Masterworks, ML 5060
- 1982: Glenn Gould – Bach: The Goldberg Variations (1981 Digital Recording), CBS Masterworks, IM 37779
- 2002: Glenn Gould – A State of Wonder: The Complete Goldberg Variations, 1955 & 1981, Sony Classical, S3K 87703 (3 lemezes kiadás: 1955-ös és 1981-es felvétel, valamint egy kiadatlan felvételeket és egy interjút tartalmazó lemez)